# 普利茅斯 (佛羅里達州)
普利茅斯（英語：Plymouth）是位於美國佛羅里達州橙縣的一個非建制地區。該地的面積和人口皆未知。

## 地理
普利茅斯的座標為28°41′32″N 81°32′50″W / 28.69222°N 81.54722°W，而該地的平均海拔高度為24米（即79英尺）。